# 湘江中路駅
湘江中路駅（しょうこうちゅうろえき）は、中華人民共和国湖南省長沙市天心区、開福区にある長沙地下鉄2号線の駅である。

## 駅構造
- 島式ホーム1面

## 駅周辺
- 火宮殿
- 天心閣
- 杜甫江閣[4]
- 賈誼故居[5]
- 万達広場